# Musée Long
Le musée Long (chinois : 龙美术馆 ; pinyin : lóng měishùguǎn ; litt. « musée d'art du Dragon » ; anglais : Long Museum) est un musée d'art privé dont le siège est situé à Shanghai, en Chine. Son annexe du Bund-Ouest à Shanghai, est le plus grand musée privé de Chine.
Le musée, fondé par Liu Yiqian (zh) (刘益谦) et son épouse Wang Wei (zh) (王薇), est implanté sur trois sites, à Shanghai, dans le nouveau district de Pudong depuis le 18 décembre 2012 (浦东馆), et à Bund Ouest (西岸馆), dans le district de Xuhui, depuis le 29 mars 2014, et, depuis 2016, dans le district de Jiangbei de la municipalité de Chongqing (重庆馆). Un quatrième site, à Wuhan, capitale de la province de Hubei, sera inauguré en 2018.[Passage à actualiser]

## Publication
- (en) M K Lau Collection. et Long Museum, Rendering change: a new China under the brush, Dadu Museum of Art, 2015, 71 p. (OCLC 951559952)